# المجدورة (فرع العدين)

تعديل مصدري - تعديل

المجدورة هي إحدى قرى عزلة الوزيرة بمديرية فرع العدين التابعة لمحافظة إب، بلغ تعداد سكانها 677 نسمة حسب تعداد اليمن لعام 2004.